# Can Tou
Can Tou és un edifici del municipi de Cassà de la Selva (Gironès) inclòs en l'Inventari del Patrimoni Arquitectònic de Catalunya.

## Descripció
Es tracta d'un edifici urbà unifamiliar entre mitgeres amb cancell d'accés. L'estructura formal de la façana recorda altres exemples d'arquitectures neoclàssiques de Girona i Figueres. Destaquen els baixos relleus de columnes i capitells. Tota la façana és arrebossada i pintada excepte un sòcol de pedra en planta baixa. Hi ha balcons de ferro forjat.

## Història
És un tipus constructiu molt característic de l'últim terç dels s. XIX, generalment es relacionava amb l'esplendor de la indústria del suro.